# Tipula (Eumicrotipula) procericornis
Tipula (Eumicrotipula) procericornis is een tweevleugelige uit de familie langpootmuggen (Tipulidae). De soort komt voor in het Neotropisch gebied.